# 东江抗日根据地
东江抗日根据地，又称“东江敌后抗日根据地”是抗日战争时期由中国共产党领导的抗日武装广东人民抗日游击队东江纵队在珠三角地区和广九路两侧建立的抗日根据地。东江抗日根据地是中共在华南敌后最早建立的抗日根据地之一。

## 概况
东江抗日根据地最早于1938年10月广州沦陷后由曾生，王作尧率领的“东惠宝边人民抗日游击队大队”在惠阳县和宝安县等地建立，1940年9月，东江地区的抗日武装合编为东江人民抗日游击纵队。1942年惠阳县和宝安县等地的根据地受到日军和伪军多次大规模进攻，损失严重，于1943年后开始恢复并壮大，东江抗日根据地实际由惠宝抗日游击根据地，大岭山抗日根据地，阳台山区根据地等多片根据地和游击区组成。至抗战后期，东江抗日根据地共建立了5个县级抗日民主政权，根据地和游击区人口达400万以上。东江抗日根据地的领导机构为中共东江特委。